# Marokkaanse Islamitische Strijdersgroep
De Marokkaanse Islamitische Strijdersgroep (Arabisch: الجماعة الإسلامية المغربية المقاتلة, aljamaeat al'iislamiat almaghribiat almuqatila) is een Marokkaanse soennitisch islamitische terreurorganisatie die banden onderhoudt met Al Qaida. De organisatie is beter bekend onder haar Franse naam: Groupe Islamique Combattant Marocain (GICM). De GICM ontstond rond 1990, het is niet duidelijk of de groep nog steeds actief is.
GICM is een Noord-Afrikaanse terreurorganisaties die is ontstaan in Afghanistan gedurende het bewind van de Taliban. In Noord-Afrika zijn meer gelijksoortige islamitische organisaties te vinden die uit dezelfde periode stammen, zoals Al-Jama’a al-Islamiyyah al-Muqatilah bi-Libya (Libische Islamitische Gevechtsgroep). Net als andere aan Al Qaida gelieerde organisaties wordt de GICM door de Verenigde Staten sinds de aanslagen op 11 september 2001 in New York bestempeld als terroristische organisatie, de organisatie komt voor op de Amerikaanse terreurlijst. Ook in het Verenigd Koninkrijk wordt de groep gezien als terreurorganisatie, de Britten verboden de organisatie. Lidmaatschap van de GICM kan in Engeland bestraft worden met een gevangenisstraf van maximaal tien jaar.
GICM wil een fundamentalistische islamitische staat vestigen in Marokko, daarnaast ondersteunt of ondersteunde ze Al Qaida in de strijd tegen het Westen. De organisatie is actief in Marokko en in West-Europa, ze heeft leden in Noord-Afrika, West-Europa, Canada en waarschijnlijk ook in de VS. Een militante cel van de GICM, Salafia Jihadia, voerde verschillende aanslagen uit. Op 16 mei 2003 kwamen er bij een zelfmoordaanslag in Casablanca (Marokko) 45 mensen om het leven, dit dodental is inclusief de twaalf zelfmoordterroristen. Salafia Jihadia wordt ook verdacht van betrokkenheid bij de terroristische aanslagen in Madrid van 11 maart 2004. De aanslagen in Madrid bestonden uit een aantal bomexplosies op treinstations en in vier forensentreinen. Bij de aanslagen werden 191 mensen gedood en 1400 gewond. De Spaanse regering noemde de GICM en Salafia Jihadia als mogelijk betrokken terreurorganisaties, maar ze sloot betrokkenheid van andere militante islamitische organisaties niet uit. De vermoedelijke leider van de GICM was Mohamed al-Guerbouzi, hij is in Marokko veroordeeld tot 20 jaar cel wegens zijn betrokkenheid bij de aanslag in Casablanca. Al-Guerbouzi woont sinds 1980 in Engeland, hier leeft hij als vrij man. Al-Geurbouzi wordt ook verdacht van betrokkenheid bij de terroristische aanslagen in Londen van 7 juli 2005.
In 2007 publiceerde de United States Department of State haar jaarlijkse Country Reports on Terrorism, hierin stelt ze dat de GICM uit elkaar gevallen is. De meeste leiders in Marokko en Europa zouden gedood zijn of gevangenzitten. Er was op dat moment geen aanleiding te veronderstellen dat er nieuwe leiders waren opgestaan. De Departement of State waarschuwt wel voor extremistische individuen die gelieerd zijn of waren aan de GICM, volgens het rapport zijn die individuen vooral te vinden in de West-Europees Marokkaanse diaspora.
De GICM financierde haar acties onder andere met drugshandel in Noord-Afrika en Europa.